# Punkalaidun

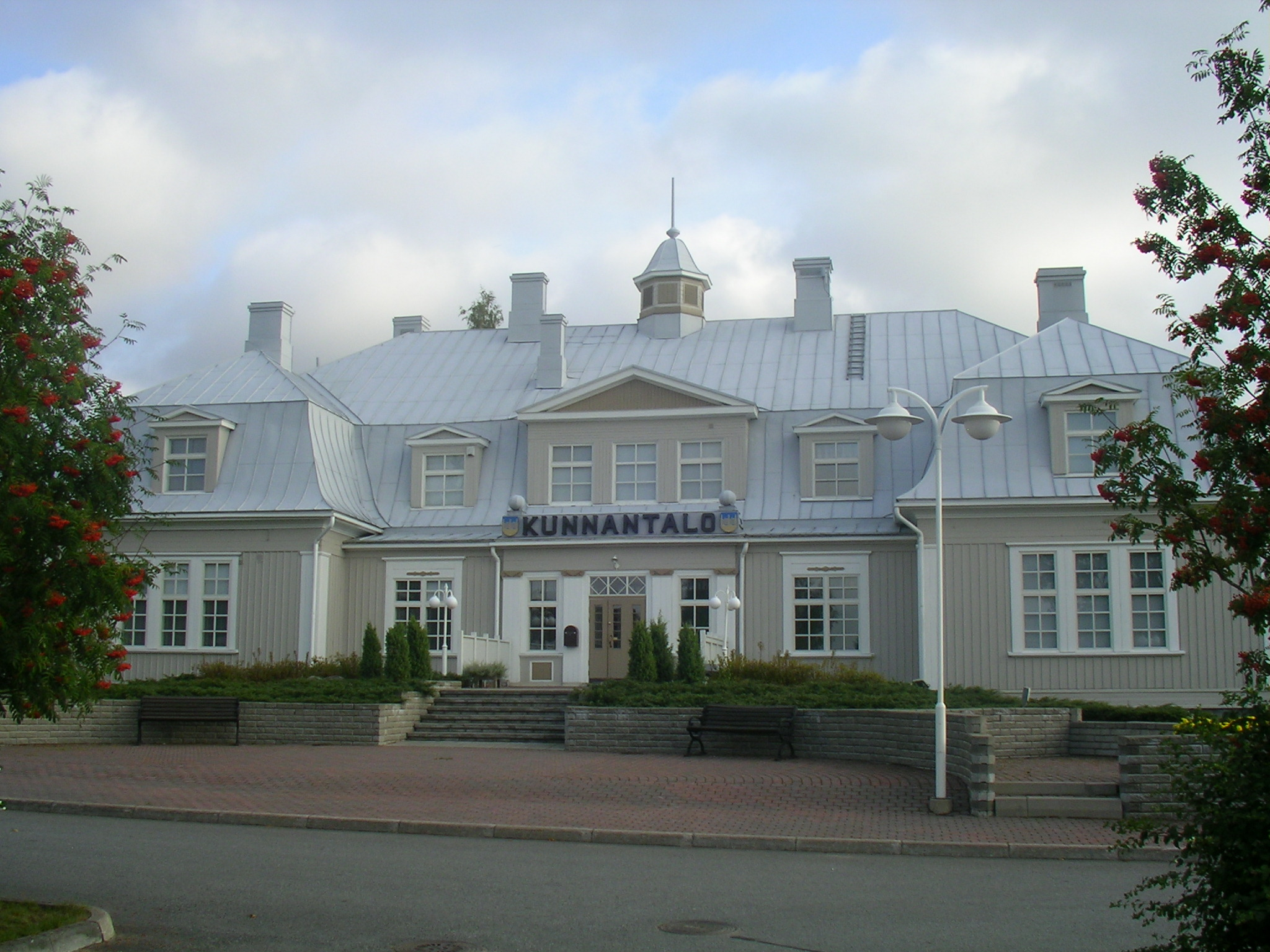
Gemeindehaus in Punkalaidun

Punkalaidun (schwedisch Pungalaitio) ist eine Gemeinde in der Landschaft Pirkanmaa im Westen Finnlands.

## Geschichte
Bis zum 31. Dezember 2004 gehörte Punkalaidun der Verwaltungsgemeinschaft Pori in der Landschaft Satakunta an.

## Ortschaften
Zu der Gemeinde gehören die Orte Halkivaha, Hankuri, Haviokoski, Jalasjoki, Kannisto, Kanteenmaa, Kivisenoja, Kokkola, Koskioinen, Kostila, Kouvola, Liitsola, Moisio, Mäenpää, Oriniemi, Parrila, Sarkkila, Talala, Teikarla und Vanttila.

## Entfernungen
- Helsinki 155 Kilometer
- Pori 69 Kilometer
- Tampere 78 Kilometer
- Turku 100 Kilometer

## Gemeindepartnerschaften
Punkalaidun unterhält folgende Gemeindepartnerschaften:
- Gromowo (finnisch Sakkola) (Russland), seit 1994
- Orava (Estland), seit 1994

## Söhne und Töchter der Gemeinde
- Marjatta Rasi (1945–2021), Diplomatin